# I Cuerpo de Ejército (Paraguay)
El I Cuerpo de Ejército (I CE) es una unidad del Ejército Paraguayo con sede en Curuguaty y dependiente del Comando del Ejército.

## Historia
En 1980 el Ejército Paraguayo se organizó en tres cuerpos de ejército, el I Cuerpo, II Cuerpo y III Cuerpo. El primero, con base en Asunción, comprendió las 1.ª y 3.ª Divisiones de Infantería, junto con la 3.ª División de Caballería.
Actualmente el I Cuerpo participa de la lucha contra la insurgencia en el nordeste de Paraguay.

## Organización
El I Cuerpo de Ejército se organiza en:
- el Cuartel General, en Curuguaty;
- la 3.ª División de Infantería en Ciudad del Este;
- la 4.ª División de Infantería en Concepción;
- y la 3.ª División de Caballería en Curuguaty.